# Α-karotin
|  |  |

| SMILES                                                                     |
| -------------------------------------------------------------------------- |
| CC1=C(C(CCC1)(C)C)C=CC(=CC=CC(=CC=CC=C (C)C=CC=C(C)C=CC2C(=CCCC2(C)C)C)C)C |

Az α-karotin a karotin egyik formája, egyik végén a karotin nomenklatúra által definiált β-, másik végén ε-gyűrűvel. (A β- és ε-gyűrű a kettős kötés helyében különbözik egymástól.) A karotin második legelterjedtebb formája.